# Holubinka sluneční
Holubinka sluneční (Russula solaris Ferd. & Winge) je nejedlá houba z čeledi holubinkovitých.

## Popis
- klobouk má v průměru 3-8cm, v mládí polokulovitý, později sklenutý, plochý, na středu prohloubený s tupým zaobleným rýhovaným okrajem. Barva je živě až oranžově žlutá, střed tmavší načervenalý nebo narůžovělý, okraj často vzbledající a hladký.
- Lupeny jsou zpočátku bílé, později nažloutlé až krémové.
- Třeň je téměř válcovitý, bílý.
- Dužina je bílá, křehká a má ostrou chuť, ovocnou vůni.

## Výskyt
Roste vzácně v listnatých nebo smíšených lesích.

## Využití
Nejedlá houba